# Заборовье (Добручинская волость)
Заборовье — деревня в Гдовском районе Псковской области России. Входит в состав Добручинской волости Гдовского района.

## География
Расположена на берегу реки Ельминка (правом притоке Плюссы), в 28 км к северу от Гдова и в 12 км к северо-востоку от волостного центра, деревни Добручи.

## История
До 1 января 2006 года деревня входила в состав ныне упразднённой Вейнской волости.

## Население
Численность населения деревни на 2000 год составляла 6 человек, по переписи 2002 года — 6 человек.